# Classe Bangor
Pour les articles homonymes, voir Bangor.
La classe Bangor est une classe de dragueur de mines exploité par la Royal Navy (RN), la Marine royale canadienne (RCN), la Marine impériale japonaise (IJN) et la Royal Indian Navy (RIN) pendant la Seconde Guerre mondiale.
Cette classe tire son nom du navire de tête, le HMS Bangor, qui a été lancé le 19 février 1940 et mis en service le 7 novembre de la même année. Les navires de la Royal Navy ont été nommés d'après les villes côtières du Royaume-Uni.
Leur manque de taille donnait aux navires de cette classe de faibles capacités de manœuvre en mer, qui seraient même pires que celles des corvettes de la classe Flower. Les versions à moteur diesel étaient considérées comme ayant de moins bonnes caractéristiques de maniabilité que les variantes à moteur alternatif à faible vitesse. Leur faible tirant d'eau les rendait instables et leurs coques courtes avaient tendance à enfourner la proue lorsqu'ils étaient utilisés en mer de face.
Les navires de la classe Bangor étaient également considérés comme exiguës pour les membres d'équipage, entassant jusqu'à six officiers et plus de 90 matelots dans un navire initialement prévu pour un total de 40.
Malgré les affirmations contraires, la corvette australienne de la classe Bathurst était une conception entièrement australienne, et non basée sur la classe Bangor.

## Conception et développement
L'intention initiale de la conception du dragueur de mines de la classe Bangor était de fournir un équivalent côtier du dragueur de mines de la classe Halcyon ; cependant, les réalités mises en lumière par le début de la guerre ont entraîné une modification de la conception avant que la construction n'ait commencé.
La nécessité d'une construction rapide, associée aux limites des ressources techniques, a entraîné l'existence de plusieurs variantes basées sur la disponibilité des machines de propulsion. Les navires avaient tous une double hélice, mais la machinerie était un mélange de turbine à vapeur, de machine à vapeur à basse vitesse à mouvement alternatif (double expansion) ou de vapeur à haute vitesse à mouvement alternatif (triple expansion) uniquement pour la ROyal Canadian Navy et de diesel. Les navires à moteur diesel étaient environ 6,1 m plus courts que les autres, car ils n'avaient pas besoin de chaufferie. Le déplacement du navire variait de 590 à 672 tonnes suivant les machines de propulsion. Les Bangors à moteur à pistons à vapeur étaient également connus sous le nom de classe Blyth et les versions à turbine à vapeur sous le nom de classe Ardrossan.
Cette classe était considérée comme exiguë pour les besoins pour lesquels elle avait été construite, avec un espace insuffisant pour les engins de dragage de mines acoustiques et magnétiques qu'elle transportait et une surpopulation de membres d'équipage passant de 40 au moment des études à 80 pour une utilisation en mer.

## Navires

### Navires à moteur diesel

#### Royal Navy
| Navire                | Constructeur                          | Quille posée      | Lancement       | Mis en service    | Fin d'exploitation | Destin                                                                                          |
| --------------------- | ------------------------------------- | ----------------- | --------------- | ----------------- | ------------------ | ----------------------------------------------------------------------------------------------- |
| HMS Bangor (J00)      | Harland & Wolff, Belfast              | 19 septembre 1939 | 23 mai 1940     | 7 novembre 1940   | 1945               | Vendu à Norvège comme Glomma en 1946, démoli en 1961                                            |
| HMS Blackpool (J27)   | Harland & Wolff, Belfast              | 19 septembre 1940 | 4 juillet 1940  | 3 février 1941    | 1945               | Vendu à la Norvège comme Tarna en 1946, démoli en 1961                                          |
| HMS Bridlington (J65) | William Denny and Brothers, Dumbarton | 11 septembre 1939 | 29 février 1940 | 28 septembre 1940 |                    | Transféré à la Royal Air Force (RAF) en 1946. Vendu pour mis au rebut à Plymouth le 6 mai 1958. |
| HMS Bridport (J50)    | William Denny and Brothers            | 11 septembre 1939 | 29 février 1940 | 28 novembre 1940  | 1945               | Vendu en 1946, mis au rebut à Plymouth le 6 mai 1958.                                           |

#### Royal Canadian Navy
| Navire                     | Constructeur                             | Quille posée     | Lancement        | Mis en service    | Fin d'exploitation | Destin |
| -------------------------- | ---------------------------------------- | ---------------- | ---------------- | ----------------- | ------------------ | --- |
| NCSM Brockville (J270)     | Marine Industries Limited, Sorel, Québec | 9 décembre 1940  | 20 juin 1941     | 19 septembre 1942 | 28 août 1945       | Transféré au Gendarmerie royale du Canada (GRC) comme patrouilleur MacLeod en 1945. Transféré à la RCN en 1951 et retiré du service en 1958. Vendu à J.A.L. Steamships, Wallaceburg en 1961 et démoli. |
| NCSM Digby (J267)          | Davie Shipbuilding, Lauzon, Québec       | 20 mars 1941     | 5 juin 1942      | 26 juillet 1942   | 31 juillet 1945    | Transféré au GRC comme patrouilleur Perry en 1945. Transféré à la RCN en 1953 et retiré du service en 1958.                                                                                            |
| NCSM Esquimalt (J272)      | Marine Industries Limited; Sorel, Québec | 20 décembre 1940 | 8 août 1941      | 26 octobre 1942   | 16 avril 1945      | Torpillé et coulé le 16 avril 1945 par le U-190 à 5 milles nautiques au large de Chebucto Head au 44° 28′ N, 63° 10′ O. 44 tués, 26 survivants.                                                        |
| NCSM Granby (J264)         | Davie Shipbuilding, Lauzon, Québec       | 17 décembre 1940 | 6 septembre 1941 | 2 mai 1942        | 31 juillet 1945    | Remis en service par la RCN en 1953 et retiré du service en 1966 |
| NCSM Lachine (J266)        | Davie Shipbuilding, Lauzon               | 27 décembre 1940 | 14 juin 1941     | 20 juin 1942      | 31 juillet 1945    | Reconstruit en 1945 comme navire de sauvetage, transféré à la Gendarmerie royale du Canada (ou GRC) comme patrouilleur Starnes en 1950. Vendu comme navire marchand Jack's Bay en 1952.                |
| NCSM Melville (J263)       | Davie Shipbuilding, Lauzon               | 17 décembre 1940 | 6 juillet 1941   | 4 décembre 1941   | 18 août 1945       | Transféré au GRC comme patrouilleur Cygnus en 1945. Mis au rebut en 1961. |
| NCSM Noranda (J265)        | Davie Shipbuilding, Lauzon               | 27 décembre 1940 | 13 juin 1941     | 15 mai 1942       | 28 août 1945       | Transféré au GRC comme patrouilleur Irvine en 1945. Vendu en 1962 et devient le yacht Miranda. Échoué à Montego Bay en 1972 et mis au rebut.                                                           |
| NCSM Transcona (J271)      | Marine Industries Limited; Sorel, Quebec | 18 décembre 1940 | 26 avril 1941    | 25 novembre 1942  | 31 juillet 1945    | Transféré au GRC comme patrouilleur French en 1945. Mis au rebut en 1961. |
| NCSM Trois Rivières (J269) | Davie Shipbuilding, Lauzon               | 9 décembre 1940  | 30 juin 1941     | 8 décembre 1942   | 31 juillet 1945    | Transféré au GRC comme patrouilleur MacBrien en 1945. Mis au rebut en 1959. |
| NCSM Truro (J268)          | Davie Shipbuilding, Lauzon               | 20 mars 1941     | 5 juin 1942      | 27 août 1942      | 31 juillet 1945    | Transféré au GRC comme patrouilleur Herchmer en 1945. Vendu comme navire marchand Gulf Mariner; mis au rebut en 1964.                                                                                  |

### Navires à turbine à vapeur

#### Royal Navy
| Navire                    | Constructeur                               | Quille posée      | Lancement         | Mis en service   | Fin d'exploitation | Destin |
| ------------------------- | ------------------------------------------ | ----------------- | ----------------- | ---------------- | ------------------ | --- |
| HMS Ardrossan (J131)      | Blyth Shipbuilding, Blyth                  | 6 septembre 1940  | 22 juillet 1941   | 21 mai 1942      |                    | Vendu le 1er janvier 1948 et mis au rebut à Thornaby-on-Tees le 29 août 1948                                                                |
| HMS Beaumaris (J07)       | Ailsa Shipbuilding Company, Troon          | 31 décembre 1939  | 31 octobre 1940   | 28 août 1941     |                    | Vendu le 1er janvier 1948 et mis au rebut à Milford Haven                                                                                   |
| HMS Bootle (J143)         | Ailsa Shipbuilding Company, Troon          | 31 août 1940      | 23 octobre 1941   | 3 avril 1942     |                    | Vendu le 1er janvier 1948 et mis au rebut à Charlestown, Fife en juin 1949                                                                  |
| HMS Boston (J14)          | Ailsa Shipbuilding Company, Troon          | 27 novembre 1939  | 30 décembre 1940  | 26 janvier 1942  |                    | Vendu le 1er janvier 1948 et mis au rebut à Charlestown en juin 1949                                                                        |
| HMS Brixham (J105)        | Blyth Shipbuilding; Blyth, Northumberland  | 6 novembre 1940   | 21 octobre 1941   | 19 août 1942     |                    | Mis au rebut le 7 juillet 1948 à Dunston |
| HMS Clacton (J151)        | Ailsa Shipbuilding Company, Troon          | 12 novembre 1940  | 19 décembre 1941  | 4 juin 1942      | 31 décembre 1943   | A frappé une mine et a coulé à l'est de la Corse le 31 décembre 1943. 3 officiers et 29 hommes d'équipage tués.                             |
| HMS Cromarty (J09)        | Blyth Shipbuilding; Blyth, Northumberland  | 12 juin 1940      | 24 février 1941   | 13 décembre 1941 | 23 october 1943    | A frappé une mine et a coulé dans le détroit de Bonifacio le 23 octobre 1943                                                                |
| HMS Dornoch (J173)        | Ailsa Shipbuilding Company, Troon          | 13 janvier 1941   | 4 février 1942    | 22 juillet 1942  |                    | Vendu le 1er janvier 1948. Mis au rebut à Thornaby-on-Tees.                                                                                 |
| HMS Dunbar (J53)          | Blyth Shipbuilding; Blyth, Northumberland  | 21 juin 1940      | 5 juin 1941       | 3 mars 1942      |                    | Vendu le 1er janvier 1948. Mis au rebut à Southampton.                                                                                      |
| HMS Greenock (J182)       | Blyth Shipbuilding; Blyth, Northumberland  | 28 juillet 1941   | 11 mai 1942       |                  |                    | Jamais servi dans la Royal Navy. Transféré dans la Royal Indian Navy avant la fin de sa construction et devient le HMIS Baluchistan (J182). |
| HMS Hartlepool (J155)     | Blyth Shipbuilding; Blyth, Northumberland  | 28 octobre 1941   | 14 juillet 1942   |                  |                    | Jamais servi dans la Royal Navy. Transféré dans la Royal Indian Navy avant la fin de sa construction et devient le HMIS Kathiawar (J155).   |
| HMS Harwich (J190)        | William Hamilton and Company, Port Glasgow | 10 décembre 1940  | 17 février 1942   |                  |                    | Jamais servi dans la Royal Navy. Transféré dans la Royal Indian Navy avant la fin de sa construction et devient le HMIS Khyber (J190).      |
| HMS Hythe (J194)          | Ailsa Shipbuilding Company, Troon          | 20 juillet 1940   | 4 septembre 1941  | 5 mars 1942      | 11 octobre 1943    | Torpillé et coulé par le U-371 le 11 octobre 1943 au large de Bougie, Algérie au 37° 04′ N, 5° 00′ E.                                       |
| HMS Ilfracombe (J95)      | William Hamilton and Company, Port Glasgow | 11 octobre 1939   | 29 janvier 1941   | 20 août 1941     |                    | Vendu le 1er janvier 1948. Mis au rebut à Dunston.                                                                                          |
| HMS Llandudno (J67)       | William Hamilton and Company, Port Glasgow | 20 octobre 1939   | 8 novembre 1941   | 29 mars 1942     |                    | Vendu le 1947 comme le navire marchand Rorvik. Mis au rebut en 1952.                                                                        |
| HMS Lyme Regis (J193)     | Lobnitz & Company, Renfrew (Écosse)        | 9 septembre 1941  | 19 mars 1942      | 5 juin 1942      |                    | Mis au rebut à Sunderland le 24 août 1948.                                                                                                  |
| HMS Middlesborough (J164) | William Hamilton and Company               | 12 décembre 1940  | 2 mai 1942        |                  |                    | Jamais servi dans la Royal Navy. Transféré au Royal Indian Navy avant la fin de sa construction et renommé HMIS Kumaon (J164).              |
| HMS Newhaven (J199)       | William Hamilton and Company, Port Glasgow | 28 mars 1941      | 29 juillet 1942   |                  |                    | Jamais servi dans la Royal Navy. Transféré au Royal Indian Navy avant la fin de sa construction et renommé HMIS Carnatic (J199).            |
| HMS Padstow (J180)        | William Hamilton and Company, Port Glasgow | 29 août 1941      | 29 octobre 1942   |                  |                    | Jamais servi dans la Royal Navy. Transféré au Royal Indian Navy avant la fin de sa construction et renommé HMIS Rohilkhand (J180).          |
| HMS Polruan (J97)         | Ailsa Shipbuilding Company, Troon          | 6 novembre 1939   | 18 juillet 1940   | 9 mai 1940       |                    | Mis au rebut à Sunderland en juin 1950 |
| HMS Poole (J147)          | Alexander Stephen and Sons                 | 25 juillet 1940   | 25 juin 1941      | 8 novembre 1941  |                    | Vendu le 1er janvier 1948. Mis au rebut à Pembroke Dock.                                                                                    |
| HMS Rothesay (J19)        | William Hamilton and Company, Port Glasgow | 29 septembre 1939 | 18 mars 1941      | 3 juillet 1941   |                    | Vendu le 19 avril 1950. Mis au rebut à Milford Haven.                                                                                       |
| HMS Rye (J76)             | Ailsa Shipbuilding Company, Troon          | 27 novembre 1939  | 19 août 1940      | 20 novembre 1941 |                    | Vendu le 24 août 1948. Mis au rebut à Purfleet en septembre 1948.                                                                           |
| HMS Tenby (J34)           | William Hamilton and Company, Port Glasgow | 29 septembre 1939 | 10 septembre 1941 | 8 décembre 1941  |                    | Vendu le 1er janvier 1948. Mis au rebut à Dunston.                                                                                          |
| HMS Whitehaven (J121)     | Philip and Son, Dartmouth (Devon)          | 24 juillet 1940   | 29 mai 1941       | 14 novembre 1941 |                    | Vendu le 14 août 1948. Mis au rebut à Briton Ferry.                                                                                         |
| HMS Worthing (J72)        | Philip and Son; Dartmouth, Devon           | 15 novembre 1940  | 22 août 1941      | 20 mars 1942     |                    | Vendu le 7 juillet 1948. Mis au rebut à Dunston.                                                                                            |

#### Royal Indian Navy
| Navire                  | Constructeur                               | Quille posée     | Lancement       | Mis en service   | Fin d'exploitation | Destin |
| ----------------------- | ------------------------------------------ | ---------------- | --------------- | ---------------- | ------------------ | --- |
| HMIS Baluchistan (J182) | Blyth Shipbuilding, Blyth                  | 28 juillet 1941  | 11 mai 1942     | 28 octobre 1942  |                    | Anciennement HMS Greenock (J182), transféré au RIN avant la fin de sa construction. Vendu au Pakistan en 1947. Mis au rebut le 22 janvier 1959.         |
| HMIS Carnatic (J199)    | William Hamilton and Company, Port Glasgow | 28 mars 1941     | 29 juillet 1942 | 27 octobre 1942  |                    | Anciennement HMS Newhaven (J199), transféré au RIN avant la fin de sa construction. Mis au rebut en 1949.                                               |
| HMIS Kathiawar (J155)   | Blyth Shipbuilding, Blyth, Northumberland  | 28 octobre 1941  | 14 juillet 1942 | 23 décembre 1942 |                    | Anciennement HMS Hartlepool (J155), transféré au RIN avant la fin de sa construction. Vendu au Pakistan en 1947 comme Chittagong. Mis au rebut en 1956. |
| HMIS Khyber (J190)      | William Hamilton and Company, Port Glasgow | 10 décembre 1940 | 17 février 1942 | 12 août 1942     |                    | Anciennement HMS Harwich (J190), transféré au RIN avant la fin de sa construction. Mis au rebut en 1949.                                                |
| HMIS Kumaon (J164)      | William Hamilton and Company, Port Glasgow | 12 décembre 1940 | 2 mai 1942      | 30 novembre 1942 |                    | Anciennement HMS Middlesborough (J164), transféré au RIN avant la fin de sa construction. Mis au rebut en 1949.                                         |
| HMIS Rohilkhand (J180)  | William Hamilton and Company, Port Glasgow | 29 août 1941     | 29 octobre 1942 | 5 février 1943   |                    | Anciennement HMS Padstow (J180), transféré au RIN avant la fin de sa construction. Mis au rebut en 1961.                                                |

### Navires à moteur à vapeur à pistons

#### Royal Navy
| Navire                 | Constructeur                                                        | Quille posée     | Lancement        | Mis en service    | Fin d'exploitation | Destin |
| ---------------------- | ------------------------------------------------------------------- | ---------------- | ---------------- | ----------------- | ------------------ | --- |
| HMS Bayfield (J08)     | North Vancouver Ship Repairs, North Vancouver                       | 30 décembre 1940 | 26 mai 1941      |                   |                    | Transféré à la Royal Canadian Navy avant la fin de sa construction pour devenir HMCS Bayfield (J08) |
| HMS Blyth (J15)        | Blyth Shipbuilding, Blyth                                           | 11 janvier 1940  | 2 septembre 1940 | 17 juin 1941      |                    | Vendu le 25 mai 1948 comme navire marchand Radbourne; sa conversion n'a jamais été complète; mis au rebut |
| HMS Bude (J116)        | Lobnitz and Company, Renfrew                                        | 2 avril 1940     | 4 septembre 1940 | 12 février 1941   |                    | Vendu à l'Egypte en 1946 comme Nasr |
| HMS Canso (J21)        | North Vancouver Ship Repairs; North Vancouver, Colombie-Britannique | 30 décembre 1940 | 2 juin 1941      |                   |                    | Transféré à la Royal Canadian Navy à l'achèvement de sa construction pour devenir HMCS Canso (J21) |
| HMS Clydebank (J200)   | Lobnitz and Company, Renfrew                                        | 15 mai 1941      | 20 novembre 1941 |                   |                    | Transféré au Royal Indian Navy avant la fin de sa construction pour devenir HMIS Orissa (J200) |
| HMS Caraquet (J38)     | North Vancouver Ship Repairs; North Vancouver, Colombie-Britannique | 31 janvier 1941  | 2 juin 1941      |                   |                    | Transféré à la Royal Canadian Navy à l'achèvement de sa construction pour devenir HMCS Caraquet (J38). Vendu en 1946 au Portugal comme NRP Almirante Lacerda (A525). vendu en 1975. |
| HMS Cromer (J128)      | Lobnitz and Company, Renfrew                                        | 16 May 1940      | 7 octobre 1940   | 4 avril 1941      | 9 novembre 1942    | A frappé une mine et coulé le 9 Novembre 1942 au large de Marsa Matruh, Egypte au 31°26N, 27°16E |
| HMS Eastbourne (J127)  | Lobnitz and Company, Renfrew                                        | 29 juin 1940     | 5 novembre 1940  | 26 mai 1941       |                    | Vendu le 28 septembre 1948 et mis au rebut à Dunston en octobre 1948 |
| HMS Felixstowe (J126)  | Lobnitz and Company, Renfrew                                        | 8 août 1940      | 15 janvier 1941  | 11 juillet 1941   | 18 décembre 1943   | A frappé une mine et coulé le 18 décembre 1943 au large de Capo Ferro, Sardaigne au 41°10N, 09°40E |
| HMS Fort York (J119)   | Dufferin Shipbuilding Company, Toronto                              | 26 février 1941  | 24 août 1941     | 27 février 1942   |                    | Vendu au Portugal le 26 septembre 1950 comme NRP Comandante Almeida Carvalho (A527), en 1964 renommé NRP Cacheu (F470) |
| HMS Fraserburgh (J124) | Lobnitz and Company, Renfrew                                        | 8 août 1940      | 12 mai 1941      | 23 septembre 1941 |                    | Vendu le 1er janvier 1948, mis au rebut à Thornaby le 3 janvier 1948. |
| HMS Guysborough (J52)  | North Vancouver Ship Repairs; North Vancouver, Colombie-Britannique | 28 mai 1941      | 21 juillet 1941  |                   |                    | Transféré à la Royal Canadian Navy à l'achèvement de sa construction pour devenir HMCS Guysborough (J52) |
| HMS Ingonish (J69)     | North Vancouver Ship Repairs; North Vancouver, Colombie-Britannique | 6 juin 1941      | 30 juillet 1941  | 2 juillet 1945    |                    | Transféré à la Royal Canadian Navy à l'achèvement de sa construction pour devenir HMCS Ingonish (J69). Retourne à la Royal Navy le 2 juillet 1945. Vendu le 1er janvier 1948. |
| HMS Lantan (J208)      | Hong Kong and Whampoa Dock, Hong Kong                               | 22 juillet 1941  |                  |                   |                    | Quille posée comme HMS Beaulieu (J208), renommé HMS Lantan en septembre 1941, alors qu'il est en construction. Capturé sur les stocks par les japonais à la Chute de Hong Kong. Achevé par les japonais sous le nom commercial de Gyosei Maru en 1942, rebaptisé Shima Maru en 1943. |
| HMS Lockeport (J100)   | North Vancouver Ship Repairs; North Vancouver, Colombie-Britannique | 17 juin 1941     | 22 août 1941     | 2 juillet 1945    |                    | Transféré à la Royal Canadian Navy à l'achèvement de sa construction pour devenir HMCS Lockeport (J100). Retourne à la Royal Navy le 2 juillet 1945. Vendu le 1er janvier 1948. |
| HMS Lyemun (J209)      | Hong Kong and Whampoa Dock, Hong Kong                               | 22 juillet 1941  |                  |                   |                    | Quille posée comme HMS Looe (J209), renommé HMS Lyemun en septembre 1941 en cours de construction. Capturé sur les stocks par les japonais à la Chute de Hong Kong. Complété par les japonais comme navire de la Marine impériale japonaise Nanyo, coulé par des avions américains dans le détroit de Formose le 23 décembre 1943. |
| HMS Lyme Regis (J197)  | Lobnitz and Company, Renfrew                                        | 21 juin 1941     | 31 décembre 1941 |                   |                    | Transféré à la Royal Indian Navy avant la fin de sa construction pour devenir HMIS Rajputana (J197) |
| HMS Parrsboro (J117)   | Dufferin Shipbuilding, Toronto                                      | 19 mars 1941     | 26 juin 1941     | 27 mai 1942       |                    | Vendu le 1er janvier 1948 |
| HMS Peterhead (J59)    | Blyth Shipbuilding; Blyth, Northumberland                           | 15 février 1940  | 31 octobre 1940  | 11 septembre 1941 |                    | A frappé une mine au large de la Normandie le 8 juin 1944 durant l'Opération Neptune. Déclaré perte totale, récupéré et vendu le 1er janvier 1948. Mis au rebut à Pembroke en mai 1948. |
| HMS Qualicum (J138)    | Dufferin Shipbuilding Company, Toronto                              | 8 avril 1941     | 3 septembre 1941 | 13 mai 1942       |                    | Vendu le 9 février 1948 |
| HMS Rhyl (J36)         | Lobnitz and Company, Renfrew                                        | 23 novembre 1939 | 21 juin 1940     | 9 novembre 1940   |                    | Vendu le 28 septembre 1948. Mis au rebut à Gateshead en octobre 1948. |
| HMS Romney (J77)       | Lobnitz and Company, Renfrew                                        | 27 février 1940  | 3 août 1940      | 12 décembre 1940  |                    | Vendu le 18 janvier 1950. Mis au rebut à Granton en février 1950. |
| HMS Seaham (J123)      | Lobnitz and Company, Renfrew                                        | 15 octobre 1940  | 16 juin 1941     | 19 décembre 1941  |                    | Transféré au Fishery Protection Service en 1946. Vendu à la Birmanie le 11 août 1947 en tant que navire pilote et de surveillance Chinthe. Coulé en 1948 par une mine japonaise inexplorée. |
| HMS Shippigan (J212)   | Dufferin Shipbuilding Company, Toronto                              | 19 avril 1941    | 12 août 1941     | 17 juin 1942      |                    | Vendu le 1er janvier 1948 |
| HMS Sidmouth (J47)     | Henry Robb, Leith                                                   | 11 juin 1940     | 15 mars 1941     | 4 août 1941       |                    | Vendu le 18 Jan 1950. Mis au rebut à Charlestown-on-Forth. |
| HMS Stornoway (J31)    | Henry Robb, Leith                                                   | 17 juillet 1940  | 10 juin 1941     | 17 novembre 1941  |                    | Vendu à l'Egypte le 11 septembre 1946 comme Matruh. |
| HMS Tadoussac (J220)   | Dufferin Shipbuilding Company, Toronto                              | 17 avril 1941    | 2août 1941       | 28 mars 1942      |                    | Vendu le 18 octobre 1946 comme navire marchand |
| HMS Taitam (J210)      | Taikoo Dockyard, Hong Kong                                          | 12 juillet 1941  |                  |                   |                    | Quille posée comme HMS Portland (J210), renommé HMS Taitam en septembre 1941 en cours de construction. Capturé sur les stocks par les japonais à la Chute de Hong Kong. Complété par les japonais comme navire de la Marine impériale japonaise dragueur de No. 101 à Hong Kong, coulé par des avions américains au large du Cap Padaran le 12 janvier 1945. |
| HMS Tilbury (J228)     | Lobnitz and Company, Renfrew                                        | 15 août 1941     | 18 février 1942  |                   |                    | Transféré à la Royal Indian Navy avant la fin de sa construction pour devenir HMIS Konkan (J228). |
| HMS Waglan (J211)      | Taikoo Dockyard, Hong Kong                                          | 12 juillet 1941  |                  |                   |                    | Quille posée comme HMS Seaford (J211), renommé HMS Waglan en septembre 1941 en cours de construction. Capturé sur les stocks par les japonais à la Chute de Hong Kong. Complété par les japonais comme navire de la Marine impériale japonaise dragueur de No. 102 à Hong Kong le 28 septembre 1944, endommagé par un avion américain au large de Keelung le 3 février 1945. Utilisé comme dragueur de mines allié. Service à partir du 1er décembre 1945, retourne à la Royal Navy le 20 novembre 1947. Détruit à Tokyo le 31 mars 1948. |
| HMS Wedgeport (J139)   | Dufferin Shipbuilding Company, Toronto                              | 29 avril 1941    | 2 août 1941      | 21 avril 1942     |                    | Vendu le 11 septembre 1946 à l'Egypte comme Sollum. Perdu le 7 avril 1953 dans le mauvais temps au large d'Alexandrie. |

#### Royal Canadian Navy
| Navire                    | Constructeur                                                              | Quille posée      | Lancement          | Mis en service    | Fin d'exploitation | Destin |
| ------------------------- | ------------------------------------------------------------------------- | ----------------- | ------------------ | ----------------- | ------------------ | --- |
| NCSM Bayfield (J08)       | North Vancouver Ship Repairs, North Vancouver, Colombie-Britannique       | 30 décembre 1940  | 26 mai 1941        | 26 février 1942   | 24 février 1945    | Anciennement HMS Bayfield (J08), transféré à la RCN à la fin de sa construction. Mis au rebut en janvier 1948 à Gateshead.                                                                                      |
| NCSM Bellechasse (J170)   | Burrard Dry Dock, North Vancouver, Colombie-Britannique                   | 16 avril 1941     | 20 octobre 1941    | 13 décembre 1941  | 23 octobre 1945    | Vendu en 1946 |
| NCSM Blairmore (J314)     | Port Arthur Shipbuilding Company, Port Arthur, Ontario                    | 1er février 1942  | 14 mai 1942        | 17 novembre 1942  |                    | Déclassé le 16 octobre 1945. Remis en service en 1949 avec le fanion J193. Vendu à la Turquie en 1958 sous le nom de Beycoz en 1971.                                                                            |
| NCSM Burlington (J250)    | Dufferin Shipbuilding Company, Toronto                                    | 4 juillet 1940    | 23 novembre 1941   | 6 septembre 1941  | 23 octobre 1945    | Vendu en 1946 |
| NCSM Canso (J21)          | North Vancouver Ship Repairs, North Vancouver, Colombie-Britannique       | 30 décembre 1940  | 9 juin 1941        | 6 mars 1942       | 24 septembre 1945  | Anciennement HMS Canso (J21), transféré à la RCN à la fin de sa construction. Vendu en janvier 1948. |
| NCSM Caraquet (J38)       | North Vancouver Ship Repairs; North Vancouver, Colombie-Britannique       | 31 janvier 1941   | 2 juin 1941        | 2 avril 1942      | 26 septembre 1945  | Anciennement HMS Caraquet (J38), transféré à la RCN à la fin de sa construction. Vendu en 1946 au Portugal comme NRP Almirante Lacerda (A525). Revendu en 1975.                                                 |
| NCSM Chedabucto (J168)    | Burrard Dry Dock; North Vancouver, Colombie-Britannique                   | 24 janvier 1941   | 14 avril 1941      | 27 septembre 1941 | 31 octobre 1943    | A coulé après être entré en collision avec le navire câblier "Lord Kelvin" dans le fleuve Saint-Laurent le 31 octobre 1943                                                                                      |
| NCSM Chignecto (J160)     | North Vancouver Ship Repairs; North Vancouver, Colombie-Britannique       | 9 novembre 1940   | 12 décembre 1940   | 31 octobre 1941   | 3 novembre 1945    | Mis au rebut en 1957 |
| NCSM Clayoquot (J174)     | Prince Rupert Dry Dock and Shipyards, Prince Rupert, Colombie-Britannique | 20 juin 1940      | 3 octobre 1940     | 22 août 1941      | 24 décembre 1944   | Torpillé au 44° 25′ N, 63° 20′ O au large des Approches de Halifax en escortant le convoi XB-139 par le U-806 le 24 décembre 1944. 8 tués.                                                                      |
| NCSM Courtenay (J262)     | Prince Rupert Dry Dock and Shipyards; Prince Rupert, Colombie-Britannique | 28 janvier 1941   | 2 août 1941        | 21 mars 1942      | 5 novembre 1945    | Mis au rebut le 3 avril 1946 |
| NCSM Cowichan (J146)      | North Vancouver Ship Repairs; North Vancouver, Colombie-Britannique       | 24 avril 1940     | 8 septembre 1940   | 7 avril 1941      | 10 septembre 1945  | Vendu en 1946 à la Grèce sous le nom de Cowichan. Revendu en 1956. |
| NCSM Drummondville (J253) | Canadian Vickers, Montréal, Québec                                        | 1er octobre 1940  | 21 mai 1941        | 30 octobre 1941   |                    | Déclassé le 29 octobre 1945. Remis en service en 1949 avec le fanion J181 |
| NCSM Fort William (J311)  | Port Arthur Shipbuilding Company; Port Arthur, Ontario                    | 18 août 1941      | 30 décembre 1941   | 25 août 1942      | 23 Octobre 1945    | Vendu en 1957 à la Turquie comme Bodrum. Revendu en 1971. |
| NCSM Gananoque (J259)     | Dufferin Shipbuilding Company, Toronto                                    | 15 janvier 1941   | 23 avril 1941      | 8 novembere 1941  |                    | Déclassé le 13 octobre 1945. Remis en service en 1949 avec le fanion J184. Vendu en février 1959. |
| NCSM Georgian (J144)      | Dufferin Shipbuilding Company, Toronto                                    | 10 octobre 1940   | 28 janvier 1941    | 23 septembre 1941 | 23 octobre 1945    | Vendu en février 1959 |
| NCSM Goderich (J260)      | Dufferin Shipbuilding Company, Toronto                                    | 15 janvier 1941   | 14 mai 1941        | 23 novembre 1941  |                    | Déclassé le 6 novembre 1945. Remis en service en 1949 avec le fanion J198. Vendu en février 1959. |
| NCSM Grandmère (J258)     | Canadian Vickers, Montréal                                                | 2 juin 1941       | 21 août 1941       | 11 décembre 1941  | 23 octobre 1945    | Vendu en 1947 comme navire marchand Elda |
| NCSM Guysborough (J52)    | North Vancouver Ship Repairs; North Vancouver, Colombie-Britannique       | 28 mai 1941       | 21 juillet 1941    | 22 avril 1942     | 17 mars 1945       | Anciennement HMS Guysborough (J52), transféré à la RCN à la fin de sa construction. Torpillé au 46° 43′ N, 9° 30′ O au large du Golfe de Gascogne en escortant un convoi par le U-868 le 17 mars 1945. 51 tués. |
| NCSM Ingonish (J69)       | North Vancouver Ship Repairs; North Vancouver, Colombie-Britannique       | 6 juin 1941       | 30 juillet 1941    | 5 août 1942       | 2 juillet 1945     | Anciennement HMS Ingonish (J69), transféré à la RCN à la fin de sa construction. Retourne à la RN le 2 juillet 1945.                                                                                            |
| NCSM Kelowna (J261)       | Prince Rupert Dry Dock and Shipyards; Prince Rupert, Colombie-Britannique | 27 décembre 1940  | 28 mai 1941        | 5 février 1942    | 22 octobre 1945    | Vendu en 1946 sous le nom commercial de Condor. Revendu en 1950 sous le nom commercial de Hung Shin. |
| NCSM Kenora (J281)        | Port Arthur Shipbuilding Company; Port Arthur, Ontario                    | 18 août 1941      | 20 décembre 1941   | 6 août 1942       |                    | Déclassé le 6 octobre 1945. Remis en service en 1949 avec le fanion J191. Déclassé en 1957 et vendu à la Turquie sous le nom de Bandirma. Vendue en 1972.                                                       |
| NCSM Kentville (J312)     | Port Arthur Shipbuilding Company; Port Arthur, Ontario                    | 15 décembre 1941  | 17 avril 1942      | 10 octobre 1942   |                    | Déclassé le 28 octobre 1945. Remis en service en 1949 avec le fanion J182. Déclassé en 1957 et vendu à la Turquie sous le nom de Bartin. Vendu en 1972.                                                         |
| NCSM Lockeport (J100)     | North Vancouver Ship Repairs; North Vancouver, Colombie-Britannique       | 17 juin 1941      | 22 août 1941       | 27 mai 1942       | 2 juillet 1945     | Anciennement HMS Lockeport (J100), transféré à la RCN à la fin de sa construction. Retourne à la RN le 2 juillet 1945.                                                                                          |
| NCSM Mahone (J159)        | North Vancouver Ship Repairs; North Vancouver, Colombie-Britannique       | 23 février 1940   | 13 août 1940       | 14 novembre 1940  | 29 septembre 1941  | Déclassé le 6 novembre 1945. Remis en service en 1949 avec le fanion J192. Déclassé en 1958 et vendu à la Turquie sous le nom de Beylerbeyi. Vendu en 1972.                                                     |
| NCSM Malpeque (J148)      | North Vancouver Ship Repairs; North Vancouver, Colombie-Britannique       | 24 avril 1940     | 5 septembre 1940   | 8 avril 1941      |                    | Déclassé le 9 octobre 1945. Remis en service en 1949 avec le fanion J186. Vendu en février 1959. |
| NCSM Medicine Hat (J256)  | Canadian Vickers; Montréal, Québec                                        | 1er janvier 1941  | 25 juin 1941       | 4 décembre 1941   |                    | Déclassé le 6 novembre 1945. Remis en service en 1949 avec le fanion J197. Déclassé en 1957 et vendu à la Turquie sous le nom de Biga. Vendu en 1963.                                                           |
| NCSM Milltown (J317)      | Port Arthur Shipbuilding Company; Port Arthur, Ontario                    | 18 août 1941      | 27 janvier 1942    | 18 septembre 1942 |                    | Déclassé le 18 octobre 1945. Remis en service en 1949 avec le fanion J194. Vendu en février 1959. |
| NCSM Minas (J165)         | Burrard Dry Dock; Vancouver, Colombie-Britannique                         | 18 octobre 1940   | 22 janvier 1941    | 2 août 1941       |                    | Déclassé le 6 octobre 1945. Remis en service en 1949 avec le fanion J189. Mis au rebut en août 1959. |
| NCSM Miramichi (J169)     | Burrard Dry Dock; Vancouver, Colombie-Britannique                         | 3 novembre 1940   | 2 septembre 1941   | 26 novembre 1941  | 24 octobre 1945    | |
| NCSM Mulgrave (J313)      | Port Arthur Shipbuilding Company; Port Arthur, Ontario                    | 15 décembre 1941  | 2 mai 1942         | 4 novembre 1942   | 6 juillet 1945     | A frappé une mine au large du Havre le 8 octobre 1944, dans la Manche, et a été gravement endommagé, mais pas réparé. Mise au rebut en mai 1947.                                                                |
| NCSM Nipigon (J154)       | Dufferin Shipbuilding Company; Toronto, Ontario                           | 4 juillet 1940    | 1er octobre 1940   | 8 novembre 1941   |                    | Déclassé le 13 octobre 1945. Remis en service en 1949 avec le fanion J188. Déclassé en 1957 et vendu à la Turquie sous le nom de Bafra. Vendu en 1972.                                                          |
| NCSM Outarde (J161)       | North Vancouver Ship Repairs; North Vancouver, Colombie-Britannique       | 15 octobre 1940   | 27 janvier 1941    | 4 décembre 1941   | 24 novembre 1945   | Vendu en service commercial en 1946 |
| NCSM Port Hope (J280)     | Davie Shipbuilding, Lauzon                                                | 9 septembre 1941  | 14 décembre 1941   | 30 juillet 1942   |                    | Déclassé le 13 octobre 1945. Remis en service en 1949 avec le fanion J183. Vendu en février 1959. |
| NCSM Quatsino (J152)      | Prince Rupert Dry Dock and Shipyards; Prince Rupert, Colombie-Britannique | 20 juin 1940      | 1er septembre 1941 | 3 novembre 1941   | 26 novembre 1945   | Vendu en 1946 à la Chine comme navire marchand Chen Hsin |
| NCSM Quinte (J166)        | Burrard Dry Dock; Vancouver, Colombie-Britannique                         | 14 décembre 1940  | 3 août 1941        | 30 août 1941      | 25 octobre 1946    | Mis au rebut en août 1947 |
| NCSM Red Deer (J255)      | Canadian Vickers; Montréal, Québec                                        | 1er janvier 1941  | 5 octobre 1941     | 24 Novembre 1941  |                    | Déclassé le 30 octobre 1945. Remis en service en 1949 avec le fanion J196. Vendu en février 1959. |
| NCSM Sarnia (J309)        | Davie Shipbuilding; Lauzon, Québec                                        | 18 septembre 1941 | 21 janvier 1942    | 13 août 1942      |                    | Déclassé le 18 octobre 1945. Remis en service en 1949 avec le fanion J190. Déclassé en 1957 et vendu à la Turquie sous le nom de Buyukdere. Vendu en 1972.                                                      |
| NCSM Stratford (J310)     | Davie Shipbuilding; Lauzon, Québec                                        | 29 octobre 1941   | 14 février 1942    | 29 août 1942      | 1er avril 1946     | Vendu en 1947. |
| NCSM Swift Current (J254) | Canadian Vickers; Montréal, Québec                                        | 1e october 1940   | 29 mai 1941        | 11 novembre 1941  | 23 octobre 1945    | Déclassé le 23 octobre 1945. Remis en service en 1949 avec le fanion J185. Déclassé en 1957 et vendu à la Turquie sous le nom de Bozcaada. Vendu en 1972.                                                       |
| NCSM Thunder (J156)       | Canadian Vickers; Montréal, Québec                                        | 4 décembre 1940   | 19 mars 1941       | 14 octobre 1941   | 4 octobre 1945     | |
| NCSM Ungava (J149)        | North Vancouver Ship Repairs; North Vancouver, Colombie-Britannique       | 24 avril 1940     | 9 octobre 1940     | 9 mai 1941        | 3 avril 1946       | |
| NCSM Vegreville (J257)    | Canadian Vickers; Montréal, Québec                                        | 2 June 1941       | 7 octobre 1941     | 10 décembre 1941  | 6 juin 1945        | Mis au rebut en 1947 |
| NCSM Wasaga (J162)        | Burrard Dry Dock; Vancouver, Colombie-Britannique                         | 3 septembre 1940  | 23 janvier 1941    | 30 juin 1941      | 6 octobre 1945     | Mis au rebut le 3 avril 1946 |
| NCSM Westmount (J318)     | Davie Shipbuilding; Lauzon, Québec                                        | 28 octobre 1941   | 14 mars 1942       | 15 septembre 1942 |                    | Déclassé le 13 octobre 1945. Remis en service en 1949 avec le fanion J187. Déclassé en 1957 et vendu à la Turquie sous le nom de Bornova. Vendu en 1972.                                                        |

#### Royal Indian Navy
| Navire                | Constructeur                                    | Quille posée | Lancement        | Mis en service  | Fin d'exploitation | Destin |
| --------------------- | ----------------------------------------------- | ------------ | ---------------- | --------------- | ------------------ | --- |
| HMIS Bihar (J247)     | Garden Reach Shipbuilders & Engineers, Calcutta | 7 juin 1941  | 7 juillet 1942   | 27 février 1944 |                    | Mis au rebut en 1949                                                                                             |
| HMIS Deccan (J129)    | Garden Reach Shipbuilders & Engineers, Calcutta | 3 mai 1943   | 24 avril 1944    | 30 mars 1945    |                    | Vendu en 1949 comme le marchand Kennery[Quoi ?]                                                                  |
| HMIS Konkan (J228)    | Lobnitz and Company, Renfrew                    | 15 août 1941 | 18 février 1942  | 12 juin 1942    |                    | Anciennement HMS Tilbury (J228), transféré au RIN en cours de construction. Vendu en 1949; mis au rebut en 1963. |
| HMIS Malwa (J55)      | Garden Reach Shipbuilders & Engineers, Calcutta | 3 mai 1943   | 21 juin 1944     | 1945            |                    | Transféré en 1948 au Pakistan comme Peshawar. Vendu le 22 janvier 1959.                                          |
| HMIS Orissa (J200)    | Lobnitz and Company, Renfrew                    | 15 mai 1941  | 20 novembre 1941 | 14 mai 1942     |                    | Anciennement HMS Clydebank (J200), transféré au RIN en cours de construction. Mis au rebut en 1949.              |
| HMIS Oudh (J245)      | Garden Reach Shipbuilders & Engineers, Calcutta | 7 juin 1941  | 3 mars 1942      | 21 octobre 1943 |                    | Transféré en 1948 au Pakistan comme Dacca. Vendu le 22 janvier 1959.                                             |
| HMIS Rajputana (J197) | Lobnitz and Company, Renfrew                    | 21 juin 1941 | 31 décembre 1941 | 30 avril 1942   |                    | Anciennement HMS Lyme Regis (J197), transféré au RIN en cours de construction. Mis au rebut en 1961.             |